# Boy

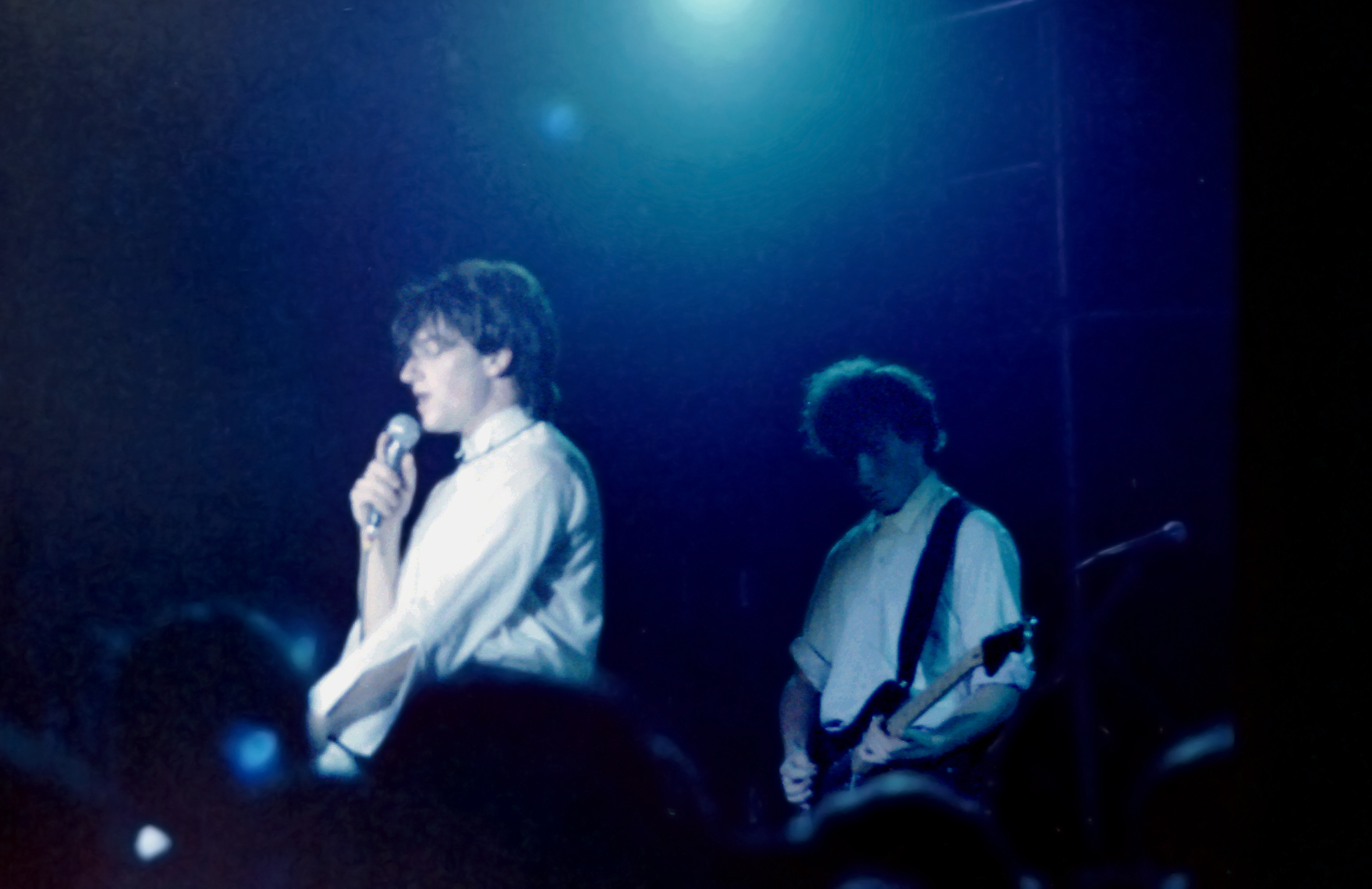
Wokalista Bono i gitarzysta Edge z zespołu U2 podczas trasy Boy Tour w Toronto (19 maja 1981).

Boy – debiutancki album rockowej grupy U2. Wydany został 20 października 1980, przez wytwórnię Island Records. Producentem wydawnictwa był Steve Lillywhite. Płyta była nagrywana w Windmill Lane Studios w Dublinie.
W 2003 album został sklasyfikowany na 417. miejscu listy 500 albumów wszech czasów magazynu Rolling Stone.

## Lista utworów
| 1.  | I Will Follow               | 3:36  |
|     |                             |       |
| 2.  | Twilight                    | 4:22  |
|     |                             |       |
| 3.  | An Cat Dubh                 | 6:21  |
|     |                             |       |
| 4.  | Into the Heart              | 1:53  |
|     |                             |       |
| 5.  | Out of Control              | 4:13  |
|     |                             |       |
| 6.  | Stories for Boys            | 3:02  |
|     |                             |       |
| 7.  | The Ocean                   | 1:34  |
|     |                             |       |
| 8.  | A Day Without Me            | 3:14  |
|     |                             |       |
| 9.  | Another Time, Another Place | 4:34  |
|     |                             |       |
| 10. | The Electric Co.            | 4:48  |
|     |                             |       |
| 11. | Shadows and Tall Trees      | 4:36  |
|     |                             |       |
|     |                             | 42:13 |
|     |                             |       |

## Twórcy
- Bono – wokal
- The Edge – gitara, wokal; pianino w "A Day Without Me"
- Adam Clayton – gitara basowa
- Larry Mullen – perkusja